# Hyundai i20 WRC
La Hyundai i20 WRC è una vettura da rally derivata dalla vettura di serie Hyundai i20, prodotta dalla casa automobilistica coreana Hyundai Motor Company per il Campionato del mondo rally 2014.

## Presentazione

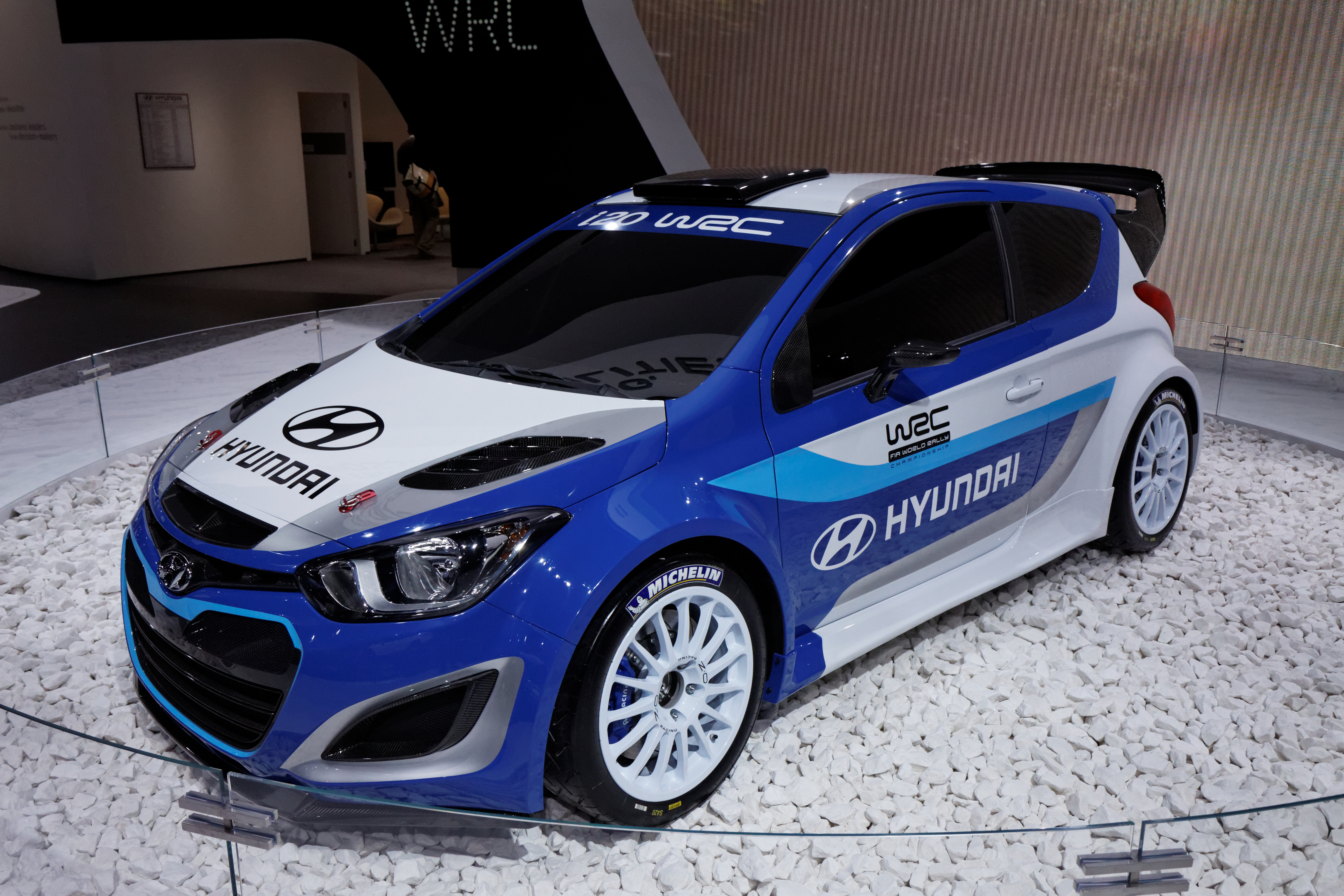
La Hyundai i20 WRC alla presentazione del Salone de l'Automobile de Paris del 2012

La i20 WRC è stata progettata per ritornare a gareggiare nel campionato del mondo rally a partire dal 2014, undici anni dopo averlo abbandonato alla fine del 2003 accantonando il progetto Hyundai Accent WRC.
La presentazione della i20 WRC è avvenuta al Salone dell'automobile di Parigi del 2012.

## Sviluppo 2012-2013
Dopo una primissima fase di test effettuati in Corea, il Team si sposta a dicembre 2012 nei pressi di Francoforte per iniziare la vera fase di sviluppo della vettura.
Ad inizio gennaio 2013 la Casa coreana affida il programma WRC a Michel Nandan, ingegnere già noto per i successi della Peugeot 206 WRC.
Al Salone di Ginevra 2013 è stata presentata la prima evoluzione della i20, con miglioramenti sul telaio e sospensioni oltre ad alcune modifiche all'aerodinamica ed una nuova livrea nera e blu.

## Stagione 2014
La vettura, gestita dal team ufficiale Hyundai Shell World Rally Team, prende parte al Campionato del mondo rally 2014 affidando le sue vetture al giovane pilota belga Thierry Neuville (proveniente dalla Ford/M-Sport) affiancato dal finlandese Juho Hänninen e saltuariamente dall'iberico Dani Sordo, dal neozelandese Hayden Paddon e dall'australiano Chris Atkinson.
Conquista il suo primo podio proprio con Neuville alla 28ª edizione del Rally del Messico (terzo), risultato bissato al Rally di Polonia, settima prova del mondiale.
Ottiene la prima vittoria al Rally di Germania 2014 sempre con il pilota belga e in quell'occasione conquista anche il secondo posto con Dani Sordo.

## Stagione 2016: La New Generation i20 WRC

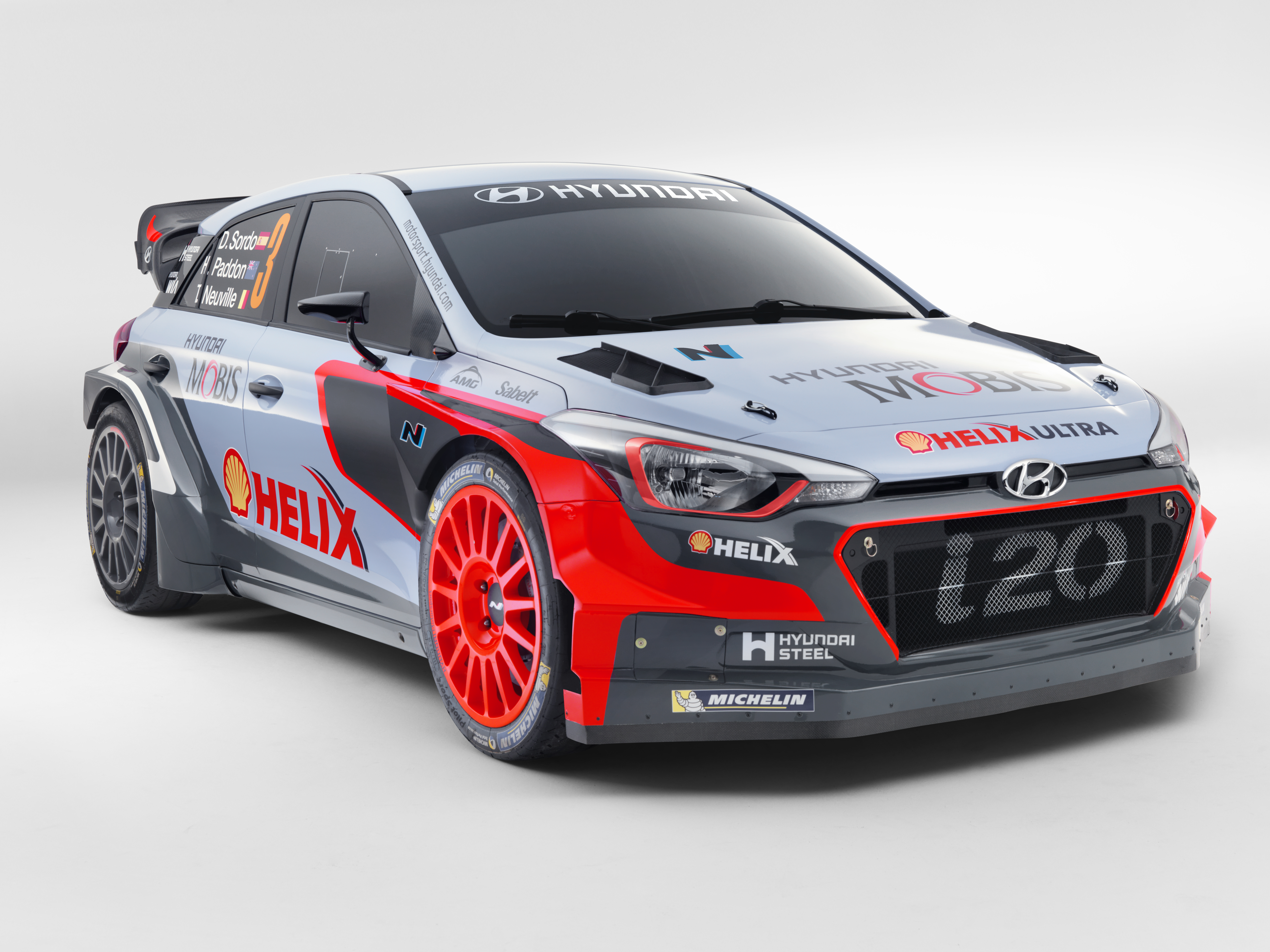
La Hyundai New Generation i20 WRC

La casa coreana, per la stagione 2016, ha partecipato con la nuova vettura, la New Generation i20 WRC, basata sul modello a cinque porte della seconda serie della compatta coreana, la quale si è dimostrata da subito competitiva aggiudicandosi il Rally d'Argentina con Hayden Paddon e il Rally Italia Sardegna con Thierry Neuville, conquistando inoltre altri 10 podi (tra cui 7 nelle ultime cinque gare con Neuville e Dani Sordo) e concludendo la stagione al secondo posto nella classifica costruttori dietro alla Volkswagen Motorsport e staccata di 65 punti. In diverse tappe del campionato è stata schierata anche una i20 WRC in configurazione 2015 e affidata all'olandese Kevin Abbring.

## Stagione 2017: La i20 Coupe WRC

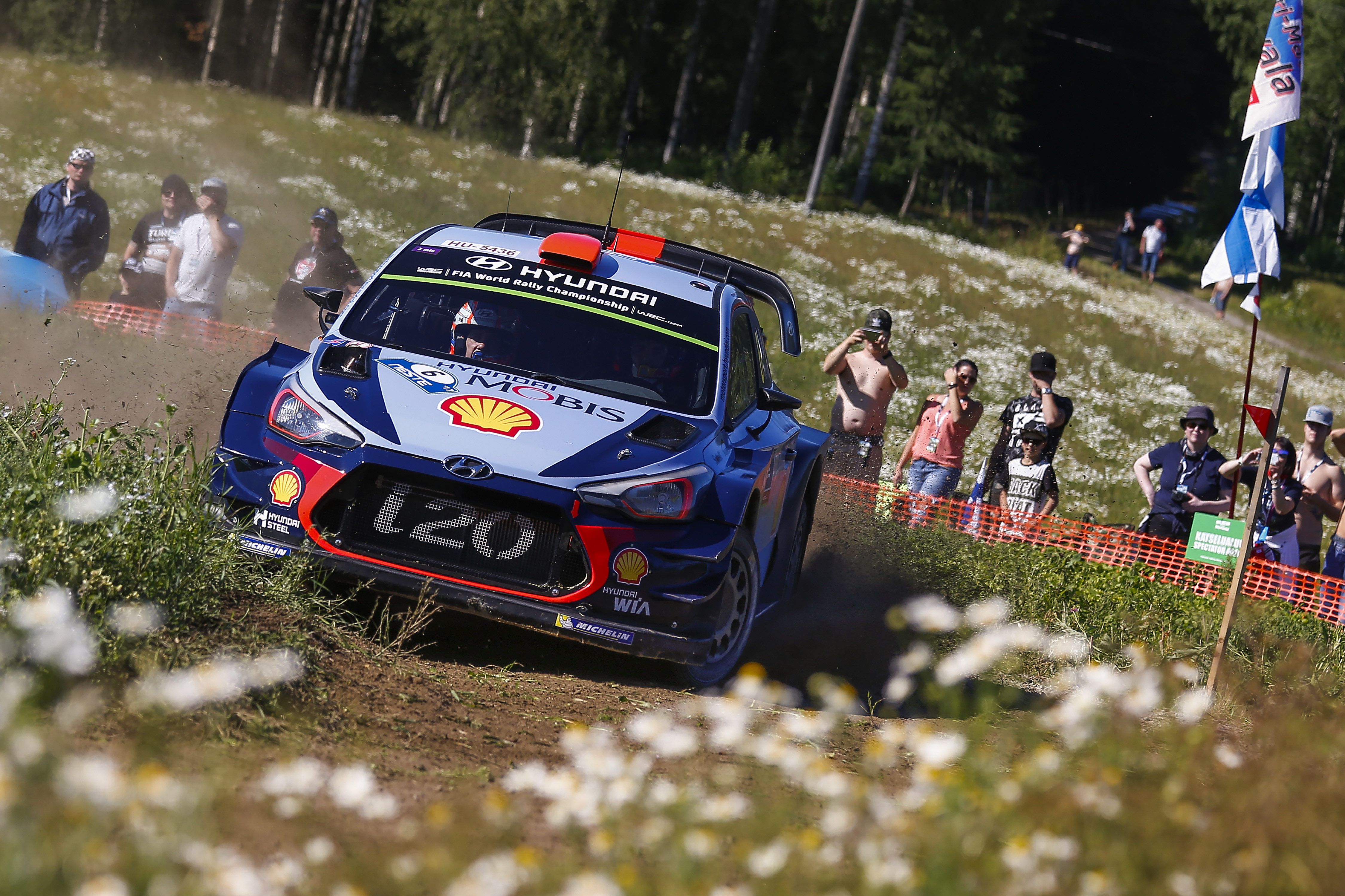
Dani Sordo al Rally di Finlandia

Per la stagione 2017, per la quale i regolamenti permisero di avere vetture più potenti, leggere ed aggressive sul lato aerodinamico, la Hyundai tornò alla carrozzeria a tre porte con la nuova i20 Coupe WRC, presentata il 1º dicembre 2016, e schierando gli stessi piloti della stagione precedente, ovvero Neuville, Paddon e Sordo. La stagione 2017 del World Rally Championship (WRC) per Hyundai è stata un successo per la squadra. I piloti Thierry Neuville e Hayden Paddon hanno fatto un ottimo lavoro, portando la squadra a diversi podi e vittorie. Thierry Neuville ha vinto il Rally di Germania e ha concluso la stagione al secondo posto nella classifica generale dei piloti, mentre Hayden Paddon ha vinto il Rally di Nuova Zelanda e ha concluso la stagione al sesto posto nella classifica generale dei piloti. La coppia di copiloti, Nicolas Gilsoul e John Kennard, hanno supportato i loro piloti con abilità e precisione, classificandosi rispettivamente al terzo e al settimo posto nella classifica generale dei copiloti. La squadra ha ottenuto un importante podio nella classifica generale dei costruttori, classificandosi al secondo posto. La stagione 2017 del WRC per Hyundai è stata molto positiva e ha mostrato il grande potenziale della squadra.

## Vittorie nel WRC
| # | Anno | Rally                       | Pilota           | Navigatore      | Modello |
| - | ---- | --------------------------- | ---------------- | --------------- | ------- |
| 1 | 2014 | 32° ADAC Rallye Deutschland | Thierry Neuville | Nicolas Gilsoul | -       |
| 2 | 2016 | 36° YPF Rally Argentina     | Hayden Paddon    | John Kennard    | NG      |
| 3 | 2016 | 13° Rally Italia Sardegna   | Thierry Neuville | Nicolas Gilsoul | NG      |